# Der Radio-Amateur
Der Radio-Amateur war eine deutsche Amateurfunk-Zeitschrift.
Wie ihr Untertitel sagt, war sie ein „Organ des Deutschen Radio-Clubs“ und gedacht als „Zeitschrift für Freunde der drahtlosen Telephonie und Telegraphie“. Sie erschien ab August 1923 vier Jahre lang während der Zeit der Weimarer Republik. Herausgeber waren Eugen Nesper (1879–1961) und Paul Gehne.
Die Zeitschrift darf nicht verwechselt werden mit dem gleichnamigen Lehrbuch, dessen Autor ebenfalls Eugen Nesper war.

## Geschichte
Nachdem am 29. März 1923 die Gründungsversammlung des Deutschen Radio-Clubs unter Leitung von Eugen Nesper in Berlin stattgefunden hatte, wurde mit dem Verleger Julius Springer (1880–1968) die Herausgabe einer Radiozeitschrift erörtert. Schließlich gab sich der Club ab August 1923 mit dem Radio-Amateur eine eigene Vereinszeitschrift, die zunächst, und zwar bis März 1924, monatlich erschien, ab April dann vierzehntäglich und ab Juli desselben Jahres fortan wöchentlich.
Wie der Herausgeber Eugen Nesper in einem seiner Lehrbücher selbst erläuterte, gehörte zu den Themen der Zeitschrift „außer dem technischen Eingehen auf Theorie, Praxis und Basteln des Radioamateurs auch alles sonst Wissenswerte, sowie die Mitteilungen des Clubs und seiner Ortsgruppen“.
In den vier Jahrgängen des Radio-Amateurs (1923–1926) erschienen im ersten Jahr fünf Ausgaben. Diesen folgten 36 Hefte im Jahr 1924, 52 im Jahr 1925 und 39 im Jahr 1926. Heft 39 (1926) war die insgesamt 132. und zugleich letzte Ausgabe. Es erschien am 24. September 1926.
Ab dem 1. Oktober 1926 wurde der Radio-Amateur mit dem Funk Bastler vereinigt, dem „Fachblatt des Funktechnischen Vereins zu Berlin und des Süddeutschen Radioclubs München“. Beide gingen auf in einer Zeitschrift unter dem neuen Titel: Funk – Die Wochenschrift des Funkwesens, die bis 1944 erschien.